# Acropora halmaherae
Acropora halmaherae là một loài san hô trong họ Acroporidae. Loài này được Wallace & Wolstenholme miêu tả khoa học năm 1998.